# Medulinska posujilnica
Medulinska posujilnica, hrvatska štedno-kreditna ustanova iz Medulina.

## Povijest
Kao dio hrvatskoga narodnog preporoda djelovao je i zadružni pokret, koji je težio poboljšati gospodarsko stanje u Istri. Na tim osnovama osnivane su posujilnice. Organizirane su na zadružnim načelima na temelju zakona iz 1884. godine.
Medulinska posujilnica osnovana je 1898., radi pomaganja seljacima da doći do povoljnijih kredita za otplatu dugova, te da bi došli do strojeva i drugih alata potrebnih za obradu zemlje i druge gospodarske djelatnosti. Antun Žmak je obnašao posao tajnika i blagajnika. Predsjednikom je bio Luka Kirac. Posujilnica je djelovala na području sela Ližnjana i Šišana, a ukinuta je odmah po završetku Prvoga svjetskog rata.